# Calostoma fuscum
Calostoma fuscum är en svampart som först beskrevs av Miles Joseph Berkeley, och fick sitt nu gällande namn av George Edward Massee 1888. Calostoma fuscum ingår i släktet Calostoma och familjen Calostomataceae.   Inga underarter finns listade i Catalogue of Life.

## Källor

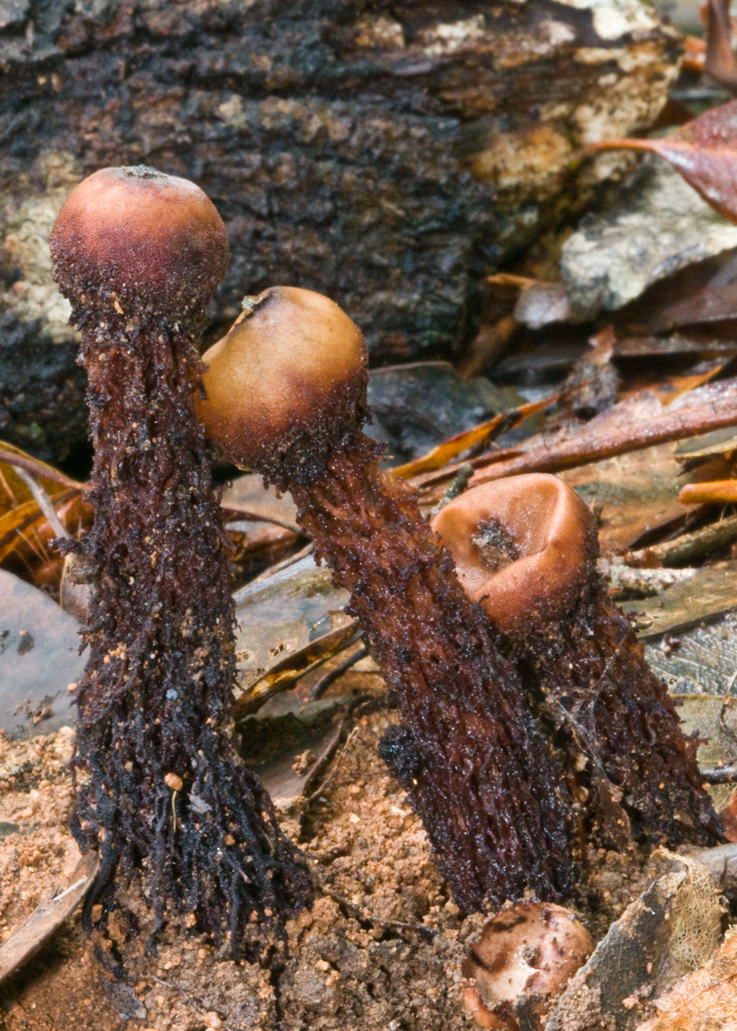